# Juribej (přítok Gydské zátoky)
Juribej (rusky Юрибей) je řeka v Jamalo-něneckém autonomním okruhu v Ťumeňské oblasti v Rusku. Je dlouhá 479 km. Plocha povodí měří 11 700 km².

## Průběh toku
Teče v místy velmi členitém korytě na Gydském poloostrově. V jejím povodí se nachází velké množství jezer. Ústí do Gydské zátoky Karského moře.

## Vodní režim
Zdrojem vody jsou sněhové srážky. Zamrzá v říjnu a rozmrzá v červnu.